# Przejście graniczne Chomiąża-Chomýž
Przejście graniczne Chomiąża-Chomýž – polsko-czeskie przejście graniczne małego ruchu granicznego położone w województwie opolskim, w powiecie głubczyckim, w gminie Głubczyce, w miejscowości Chomiąża, zlikwidowane w 2007.

## Opis
Przejście graniczne Chomiąża-Chomýž zostało utworzone 7 listopada 2002 w celu ułatwienia wzajemnych kontaktów między mieszkańcami terenów przygranicznych, w ramach porozumienia Polski i Czech. Czynne było cały rok w godz. 6.00–22.00. Dopuszczony był ruch pieszych i rowerzystów. Odprawę graniczną i celną wykonywały organy Straży Granicznej. Doraźnie kontrolę graniczną i celną osób, towarów oraz środków transportu wykonywała Strażnica SG w Krasnym Polu.
Do przejścia granicznego można było dojechać drogą krajową nr 38, w miejscowości Pietrowice, zjazd na Chomiążę i dalej do granicy z Republiką Czeską.
21 grudnia 2007 na mocy układu z Schengen przejście zostało zlikwidowane.

### Przejście graniczne z Czechosłowacją
W okresie istnienia Czechosłowackiej Republiki Socjalistycznej funkcjonowało w tym miejscu polsko-czechosłowackie przejście graniczne małego ruchu granicznego Chomiąża-Krnov – II kategorii. Zostało utworzone 13 kwietnia 1960. Dopuszczony był ruch osób i środków transportu na podstawie przepustek w związku z użytkowaniem gruntów. Otwierane było po wzajemnym uzgodnieniu umawiających się stron. Odprawę graniczną i celną wykonywały organy Wojsk Ochrony Pogranicza. Kontrolę graniczną i celną osób, towarów oraz środków transportu wykonywała Strażnica WOP Krasne Pole.
24 maja 1985 przejście graniczne formalnie zostało zlikwidowane.

## Galeria

Przejście graniczne Chomiąża-Chomýž
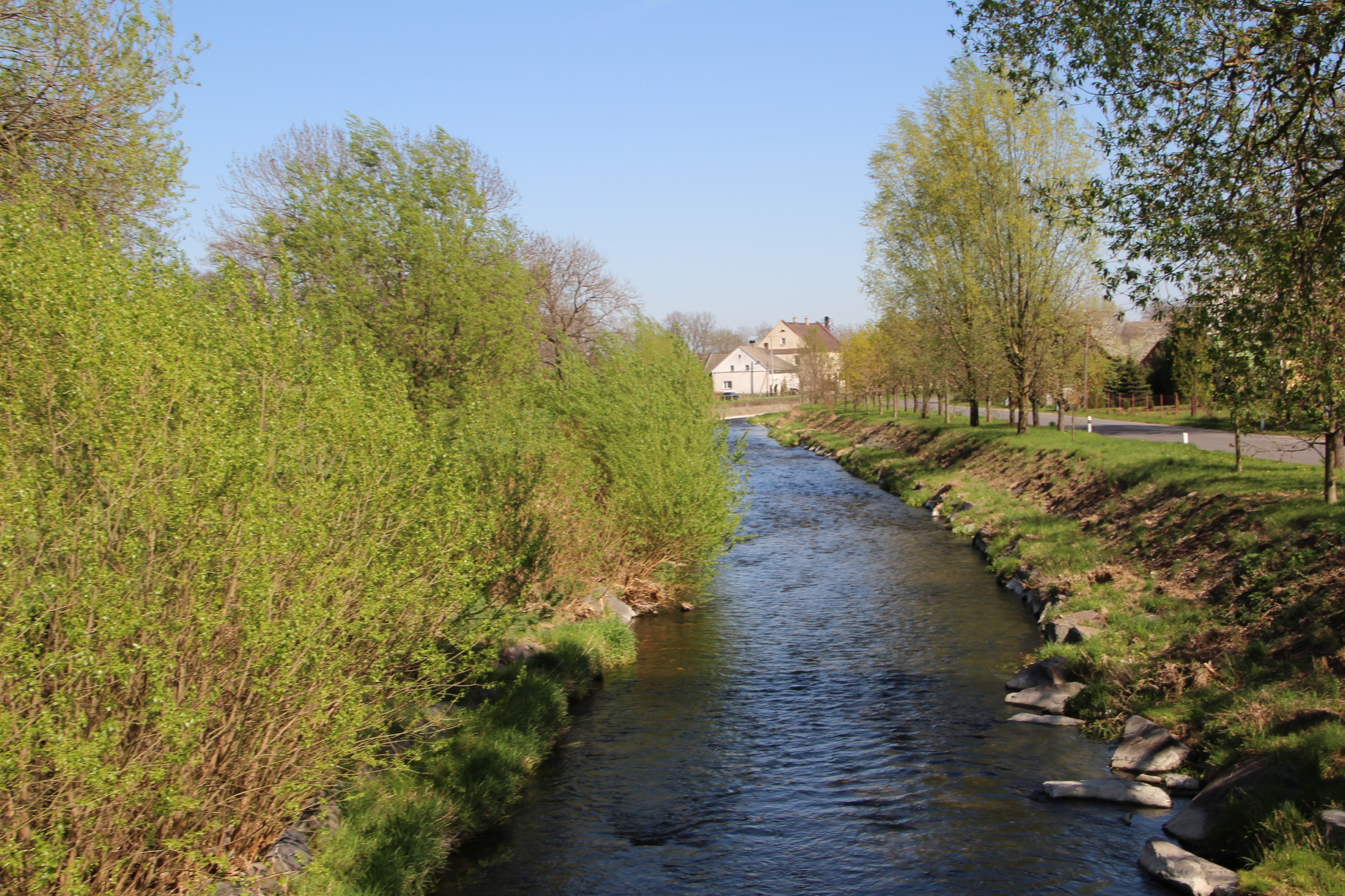
Graniczna rzeka Opawica w Chomiąży (kwiecień 2012)
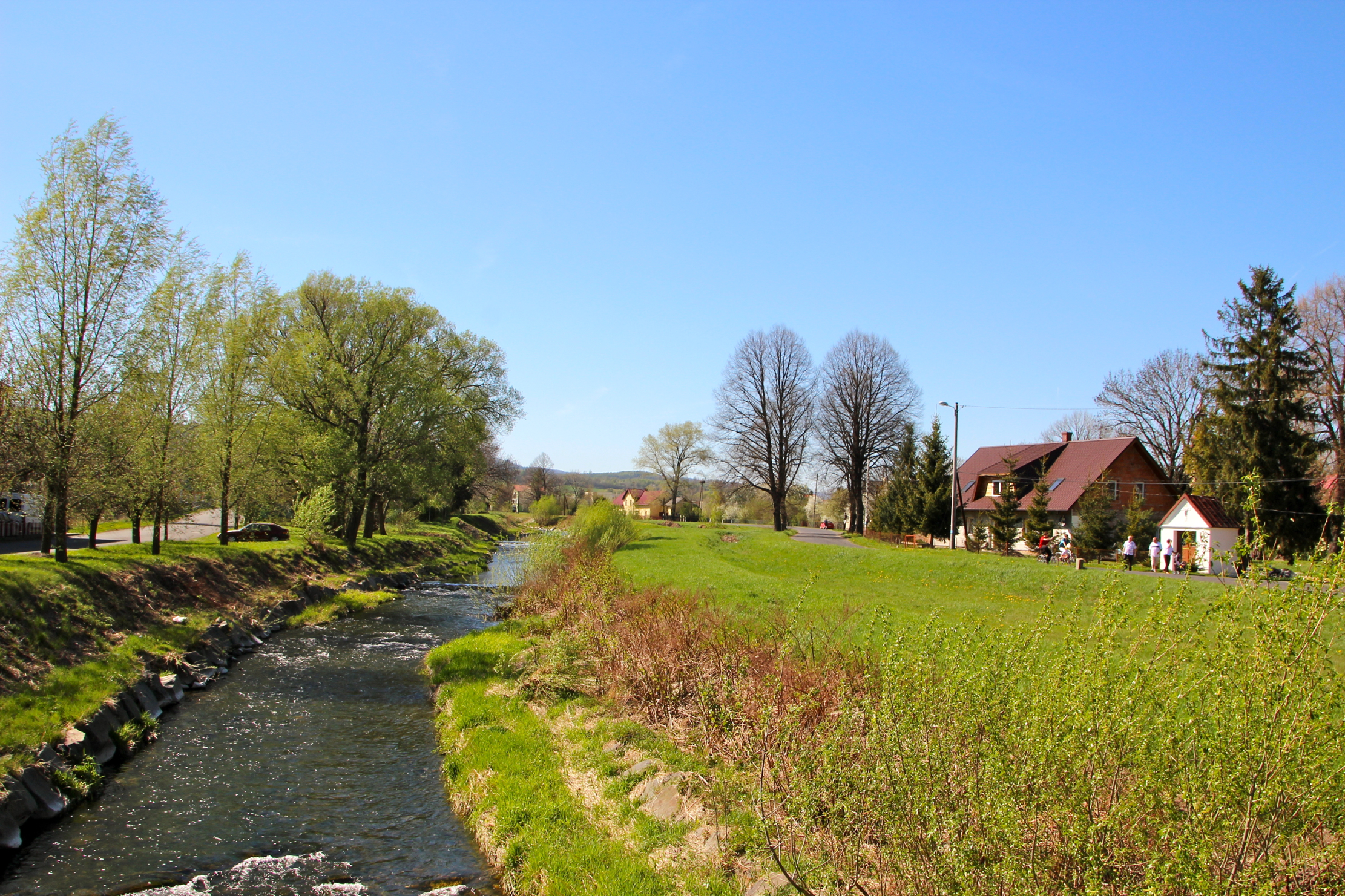
Graniczna rzeka Opawica w Chomiąży (maj 2014)